# Банк Кіпру
Банк Кіпру (грец. Τράπεζα Κύπρου, англ. Bank of Cyprus) — найбільший комерційний банк Кіпру. Заснований у 1899 році. Здійснює свою діяльність на Кіпрі та у Великій Британії. З 2008 по 2014 рік мав також дочірню установу в Україні.

## Власники
Відомо що 10 % часткою в банку володіє російський підсанкційний олігарх Віктор Вексельберг через свою компанію «Ренова».

### Вихід з РФ
У квітні 2023 року банк попередження своїм клієнтам, громадянам Росії, про те, що їхні рахунки буде закрито.У січні 2024 року компанія завершила вихід з російського ринку через агресію проти України.